# Henning Larsen
Henning Larsen (20 agosto 1925 – 22 giugno 2013) è stato un architetto danese.
Larsen è conosciuto a livello internazionale per la costruzione dell'edificio per il Ministero degli esteri a Riad e il Teatro dell'Opera di Copenaghen. È stato il fondatore della compagnia che porta il suo nome, Henning Larsen Architects (Henning Larsens Tegnestue A/S).

## Riconoscimenti
- 1965 Medaglia Eckersberg
- 1985 Medaglia C. F. Hansen
- 1987 Premio di architettura Nykredit[1]
- 1986 Medaglia principe Eugenio
- 1987 The Daylight and Building Component Award
- 1987 International Design Award, United Kingdom
- 1989 Premio Aga Khan Award per l'architettura per il Ministero degli affari esteri di Riad[2]
- 1991 Membro onorario del Royal Institute of British Architects
- 1997 Kasper Salin Prize, Sweden
- 1999 Dreyer Honorary Award
- 2001 Stockholm Award
- 2012 Premio Imperiale

## Opere
- 1968: Il campus center a Dragvoll nell' University of Science and Technology, Trondheim
- 1979: Ambasciata danese, Riyadh
- 1982-87: Edificio commerciale e residenziale, Frederiksberg
- 1982-84: Ministero degli esteri, Riyadh
- 1984-85: Biblioteca di Gentofte
- 1992: Il Møller Centre for Continuing Education, a Churchill College, Cambridge
- 1997: Ampliamento del Ny Carlsberg Glyptotek
- 1995: Egebjerggård, Ballerup
- 1994–1999: Ampliamento della biblioteca pubblica a Malmö
- 1999: Head office of Nordea, Copenaghen
- 2004: Copenaghen Opera House
  - 2004: Università di Copenaghen
- 2007: Musikens hus, Uppsala, Svezia
- 2004–2007: The Roland Levinsky Building, University of Plymouth, Inghilterra.